# Třída Dzata
Třída Dzata je třída hlídkových lodí ghanského námořnictva. Třídu tvoří dvě jednotky postavené německou loděnicí Lürssen na základě jejího typu FPB 45 (číslo označuje délku trupu). Obě jednotky jsou stále v aktivní službě.

## Pozadí vzniku
V loděnicích Lürssen byly postaveny dvě jednotky této třídy, pojmenované Dzata (P26) a Sebo (P27). Do služby byly zařazeny v letech 1979–1980. V letech 1988–1989 byly oba čluny modernizovány.

## Konstrukce
Navigační radar je typu Decca 1226. Výzbroj plavidel tvoří dva 40mm kanóny a dva 7,62mm kulomety. Pohonný systém tvoří dva diesely o výkonu 7200 hp, pohánějící dva lodní šrouby. Nejvyšší rychlost dosahuje 27 uzlů.